# Rally-VM 2008
Rally-VM 2008 är den 36:e upplagan av FIA:s världsmästerskap i Rally. Rally-VM avgörs i 15 deltävlingar med start 24 januari och avslutning 30 november. För femte året i rad blev fransmannen Sébastien Loeb och hans kartläsare Daniel Elena i Citroën världsmästare. Citroën vann även konstruktörsmästerskapen.

## Poängställning

### Förarmästerskapet (WRC)
| Plac. | Förare               | Deltävlingar | Deltävlingar | Deltävlingar | Deltävlingar | Deltävlingar | Deltävlingar | Deltävlingar | Deltävlingar | Deltävlingar | Deltävlingar | Deltävlingar | Deltävlingar | Deltävlingar | Deltävlingar | Deltävlingar | Poäng | Delsegrar |
| Plac. | Förare               | Mon          | Sve          | Mex          | Arg          | Jor          | Ita          | Gre          | Tur          | Fin          | Tys          | Nzl          | Spa          | Fra          | Jap          | UK           | Poäng | Delsegrar |
| ----- | -------------------- | ------------ | ------------ | ------------ | ------------ | ------------ | ------------ | ------------ | ------------ | ------------ | ------------ | ------------ | ------------ | ------------ | ------------ | ------------ | ----- | --------- |
| 1     | Sébastien Loeb       | 10           |              | 10           | 10           |              | 10           | 10           | 6            | 10           | 10           | 10           | 10           | 10           | 6            | 10           | 122   | 11        |
| 2     | Mikko Hirvonen       | 8            | 8            | 5            | 4            | 10           | 8            | 6            | 10           | 8            | 5            | 6            | 6            | 8            | 10           | 1            | 103   | 3         |
| 3     | Daniel Sordo         |              | 3            |              | 6            | 8            | 4            | 4            | 5            | 5            | 8            | 8            | 8            |              |              | 6            | 65    | -         |
| 4     | Jari-Matti Latvala   |              | 10           | 6            |              | 2            | 6            | 2            | 8            |              |              |              | 3            | 5            | 8            | 8            | 58    | 1         |
| 5     | Chris Atkinson       | 6            |              | 8            | 8            | 6            | 3            |              |              | 6            | 3            |              | 2            | 3            | 5            |              | 50    | -         |
| 6     | Petter Solberg       | 4            | 5            |              |              |              |              | 8            | 3            | 3            | 4            | 5            | 4            | 4            | 1            | 5            | 46    | -         |
| 7     | François Duval       | 5            | -            | -            | -            | -            | -            | -            | -            | -            | 6            |              | 5            | 6            |              | 3            | 25    | -         |
| 8     | Henning Solberg      |              |              | 4            |              | 5            | 2            | 1            | 4            | 4            | 2            |              |              |              |              |              | 22    | -         |
| 9     | Gigi Galli           | 3            | 6            |              | 2            | 1            | 5            |              |              |              |              | -            | -            | -            | -            | -            | 17    | -         |
| 10    | Matthew Wilson       |              |              | 3            |              | 4            |              | 3            | 2            |              |              |              |              | 2            | 1            |              | 15    | -         |
| 11    | Urmo Aava            | -            |              | -            | -            |              | 1            | 5            |              |              | 1            | 4            |              | 2            | -            | -            | 13    |           |
| 12    | Per-Gunnar Andersson | 1            |              |              |              |              |              |              |              |              |              | 3            |              |              | 4            | 4            | 12    | -         |
| 13    | Toni Gardemeister    |              | 2            |              |              |              |              |              |              | 1            |              | 2            |              |              | 3            | 2            | 10    | -         |
| 14    | Federico Villagra    | -            | -            | 2            | 3            | 3            |              |              |              |              | -            | 1            |              | -            |              | -            | 9     | -         |
| 15    | Conrad Rautenbach    |              |              |              | 5            |              |              |              | 1            |              | -            | -            | -            | -            | -            |              | 6     | -         |
| 16    | Andreas Mikkelsen    | -            | 4            | -            | -            | -            |              | -            |              |              |              | -            | 1            |              | -            | -            | 4     | -         |
| 17    | Jean Marie Cuoq      | 2            | -            | -            | -            | -            | -            | -            | -            | -            | -            | -            | -            | -            | -            | -            | 2     | -         |
| 17    | Matti Rantanen       | -            | -            | -            | -            | -            | -            | -            | -            | 2            | -            | -            | -            | -            | -            | -            | 2     | -         |
| 19    | Juho Hänninen        | -            | 1            | -            |              | -            | -            |              | -            |              | -            |              |              |              |              |              | 1     | -         |
| 19    | Sébastien Ogier      | -            | -            | 1            | -            |              |              | -            | -            |              |              | -            |              |              | -            |              | 1     | -         |
| 19    | Andreas Aigner       | -            | -            | -            | 1            | -            | -            |              |              |              | -            | -            |              | -            | -            |              | 1     | -         |

### Konstruktörsmästerskapet
| Plac. | Konstruktör   | Deltävlingar | Deltävlingar | Deltävlingar | Deltävlingar | Deltävlingar | Deltävlingar | Deltävlingar | Deltävlingar | Deltävlingar | Deltävlingar | Deltävlingar | Deltävlingar | Deltävlingar | Deltävlingar | Deltävlingar | Poäng | Delsegrar |
| Plac. | Konstruktör   | Mon          | Sve          | Mex          | Arg          | Jor          | Ita          | Gre          | Tur          | Fin          | Tys          | Nzl          | Spa          | Fra          | Jap          | UK           | Poäng | Delsegrar |
| ----- | ------------- | ------------ | ------------ | ------------ | ------------ | ------------ | ------------ | ------------ | ------------ | ------------ | ------------ | ------------ | ------------ | ------------ | ------------ | ------------ | ----- | --------- |
| 1     | Citroën Total | 11           | 4            | 10           | 16           | 9            | 14           | 15           | 11           | 15           | 18           | 18           | 18           | 10           | 6            | 16           | 191   | 10        |
| 2     | BP-Ford       | 8            | 18           | 11           | 7            | 13           | 14           | 10           | 18           | 9            | 7            | 6            | 11           | 14           | 18           | 9            | 173   | 5         |
| 3     | Subaru        | 10           | 6            | 9            | 8            | 6            | 3            | 8            | 3            | 9            | 7            | 5            | 6            | 7            | 6            | 5            | 98    | -         |
| 4     | Stobart Ford  | 8            | 8            | 3            | 3            | 7            | 5            | 3            | 4            | 4            | 6            |              | 4            | 7            | 2            | 3            | 67    | -         |
| 6     | Suzuki        | 2            | 3            |              | 1            |              | 1            |              | 3            | 2            | 1            | 7            |              | 1            | 7            | 6            | 34    | -         |
| 5     | Munchis Ford  | -            | -            | 6            | 4            | 4            | 2            |              | 3            |              |              | 3            |              |              |              |              | 22    | -         |

### Produktionsbilsmästerskapet(P-WRC)
| Plac. | Förare            | Deltävlingar | Deltävlingar | Deltävlingar | Deltävlingar | Deltävlingar | Deltävlingar | Deltävlingar | Deltävlingar | Poäng | Delsegrar |
| Plac. | Förare            | Sve          | Arg          | Gre          | Tur          | Fin          | Nzl          | Jap          | UK           | Poäng | Delsegrar |
| ----- | ----------------- | ------------ | ------------ | ------------ | ------------ | ------------ | ------------ | ------------ | ------------ | ----- | --------- |
| 1     | Andreas Aigner    |              | 10           | 10           | 10           | -            | -            | -            | -            | 30    | 3         |
| 2     | Jari Ketomaa      | 8            | 6            |              | -            | -            | -            | -            | -            | 14    | -         |
| 2     | Patrik Sandell    | 6            |              |              | 8            | -            | -            | -            | -            | 14    | -         |
| 4     | Juho Hänninen     | 10           | -            | 2            | -            | -            | -            | -            | -            | 12    | 1         |
| 4     | Armindo Araujo    | 2            | -            | 6            | 4            | -            | -            | -            | -            | 12    | -         |
| 6     | Fumio Nutahara    |              | 5            | 5            |              | -            | -            | -            | -            | 10    | -         |
| 6     | Bernardo Sousa    | 1            | 1            | 8            |              | -            | -            | -            | -            | 10    | -         |
| 8     | Martin Rauam      |              | 4            |              | 5            | -            | -            | -            | -            | 9     | -         |
| 9     | Sebastian Beltran |              | 8            |              |              | -            | -            | -            | -            | 8     | -         |
| 10    | Martin Prokop     | 5            | 2            |              |              | -            | -            | -            | -            | 7     | -         |
| 11    | Mirco Baldacci    |              |              |              | 6            | -            | -            | -            | -            | 6     | -         |
| 11    | Jevgenij Vertunov |              | -            | 3            | 3            | -            | -            | -            | -            | 6     | -         |
| 13    | Uwe Nittel        | 4            |              |              |              | -            | -            | -            | -            | 4     | -         |
| 13    | Jevgenij Aksakov  |              |              | 4            |              | -            | -            | -            | -            | 4     | -         |
| 15    | Toshi Arai        | 3            |              |              |              | -            | -            | -            | -            | 3     | -         |
| 15    | Amjad Farrah      |              | 3            |              |              | -            | -            | -            | -            | 3     | -         |
| 17    | Simone Campedelli |              |              |              | 2            | -            | -            | -            | -            | 2     | -         |
| 18    | Loris Baldacci    |              |              | 1            |              | -            | -            | -            | -            | 1     | -         |

## Deltävlingar

### Monte Carlo-rallyt 24 – 27 januari
I säsongens första rally segrade Sébastien Loeb med kartläsaren Daniel Elena. Det var Loebs femte seger i Monte Carlo.

#### Resultat
1. Sébastien Loeb, Citroën C4, 3.39.17,0
2. Mikko Hirvonen, Ford Focus RS, +2.34,4
3. Chris Atkinson, Subaru Impreza, +2.58,6

### Svenska rallyt 7 – 10 februari
Jari-Matti Latvala vann sin första deltävling och blev också den yngste vinnaren av ett VM-rally genom tiderna.

#### Resultat
1. Jari-Matti Latvala, Ford Focus RS, 2.46.41,2
2. Mikko Hirvonen, Ford Focus RS, +58,3
3. Gigi Galli, Ford Focus RS, +2.23,2

### Mexikanska rallyt 29 februari – 2 mars
Sébastien Loeb vann Mexikanska rallyt för tredje året i följd och Chris Atkinson tog sin bästa placering någonsin med sin andraplats.

#### Resultat
1. Sébastien Loeb, Citroën C4, 3.33.29,9
2. Chris Atkinson, Subaru Impreza, +1.06,1
3. Jari-Matti Latvala, Ford Focus RS, +1.39,7

### Argentinska rallyt 27 – 30 mars
Sébastien Loeb vann Argentinska rallyt för fjärde året i följd och blev därmed historisk. Chris Atkinson följde upp sin andraplats i Mexiko med en andraplats även i Argentina. Daniel Sordo tog säsongens första pallplats.

#### Resultat
1. Sébastien Loeb, Citroën C4, 4.05.48,6
2. Chris Atkinson, Subaru Impreza, +2.33,2
3. Daniel Sordo, Citroën C4, +4.04,7

### Jordanska rallyt 25 – 27 april

#### Resultat
1. Mikko Hirvonen, Ford Focus RS, 4.02.47,9
2. Daniel Sordo, Citroën C4, +1.15,7
3. Chris Atkinson, Subaru Impreza, +4.59,5

### Sardiniens rally 16 – 18 maj

#### Resultat
1. Sébastien Loeb, Citroën C4, 3.57.17,2
2. Mikko Hirvonen, Ford Focus RS, +10,6
3. Jari-Matti Latvala, Ford Focus RS, +15,3

### Akropolisrallyt 30 maj – 1 juni

#### Resultat
1. Sébastien Loeb, Citroën C4, 3.54.54,7
2. Petter Solberg, Subaru Impreza, +1.09,5
3. Mikko Hirvonen, Ford Focus RS, +1.56,1

### Turkiska rallyt 13 – 15 juni

#### Resultat
1. Mikko Hirvonen, Ford Focus RS, 4.42.07,1
2. Jari-Matti Latvala, Ford Focus RS, +7,9
3. Sébastien Loeb, Citroën C4, +25,7

### Finska rallyt 31 juli – 3 augusti

#### Resultat
1. Sébastien Loeb, Citroën C4, 2.54.05,5
2. Mikko Hirvonen, Ford Focus RS, +9,0
3. Chris Atkinson, Subaru Impreza, +3.17,0

### Tyska rallyt 15 – 17 augusti

#### Resultat
1. Sébastien Loeb, Citroën C4 WRC

### Katalanska rallyt 2 – 5 oktober

#### Resultat
1. Sébastien Loeb, Citroën C4 WRC

### Brittiska rallyt 4 – 7 december

#### Resultat
1. Sébastien Loeb, Citroën C4 WRC

## Konstruktörer och förare
| Konstruktör                        | Förare               | Kartläsare           |
| ---------------------------------- | -------------------- | -------------------- |
| Citroën Total World Rally Team     | Sebastien Loeb       | Daniel Elena         |
| Citroën Total World Rally Team     | Dani Sordo           | Marc Marti           |
| BP-Ford Abu Dhabi World Rally Team | Mikko Hirvonen       | Jarmo Lehtinen       |
| BP-Ford Abu Dhabi World Rally Team | Jari-Matti Latvala   | Miikka Anttila       |
| BP-Ford Abu Dhabi World Rally Team | Khalid Al Qassimi    | Michael Orr          |
| Subaru World Rally Team            | Petter Solberg       | Phil Mills           |
| Subaru World Rally Team            | Chris Atkinson       | Stéphane Prévot      |
| Stobart VK M-Sport Ford Rally Team | Gigi Galli           | Giovanni Bernacchini |
| Stobart VK M-Sport Ford Rally Team | Henning Solberga     | Cato Menkerud        |
| Stobart VK M-Sport Ford Rally Team | Matthew Wilson       | Scott Martin         |
| Stobart VK M-Sport Ford Rally Team | François Duval       | Eddy Chevaillier     |
| Munchis Ford World Rally Team      | Federico Villagra    | Jorge Perez Companc  |
| Munchis Ford World Rally Team      | Luís Pérez Companc   | Jose Maria Volta     |
| Suzuki World Rally Team            | Toni Gardemeister    | Tomi Tuominen        |
| Suzuki World Rally Team            | Per-Gunnar Andersson | Jonas Andersson      |